# Грушев (Волынская область)
Грушев (укр. Грушів) — село в Павловской сельской общине Владимирского района Волынской области Украины.
До 2020 года входило в Иваничевский район.
Код КОАТУУ — 0721183002. Население по переписи 2001 года составляет 372 человека. Почтовый индекс — 45347. Телефонный код — 3372. Занимает площадь 13,5 км².